# بیماری سرخرگ محیطی
بیماری سرخرگ محیطی (انگلیسی: Peripheral artery disease) یا به اختصار PAD یا PVD به معنی تنگی عروق محیطی است (مانند سرخرگ‌های پا و دست). در این بیماری عروق مرکزی مانند سرخرگ‌های قلب یا مغز آسیب ندیده‌اند.

## علائم
علائم این بیماری عبارتند از لنگیدن متناوب که با استراحت بهبود می‌یابد، پوست براق و سرد اندام، ریزش موهای اندام، بروز زخمهای جلدی ایسکمیک در اندامها. پیشرفت علائم حتی می‌تواند به نکروز انگشتان و قطع اندام بینجامد.

## علل
سیگار کشیدن، دیابت، فشار خون بالا، دیس‌لیپیدمی و افزایش انعقادپذیری خون.

## درمان
درمان‌هایی مانند قطع سیگار ، کنترل دیابت، فشار خون و چربی خون، درمانهای دارویی مانند پنتوکسی فیلین و بازسازی عروق با روشهایی مانند آنژیوپلاستی و بای‌پس عروقی انجام می‌گیرد.